# Bror Pettersson (idrottare)
Bror "Lulle" Pettersson, född 31 januari 1924 i Stockholm, död 15 oktober 1978, var en svensk bandy-, fotbolls- och ishockeyspelare i Hammarby IF och i Sveriges herrlandslag i ishockey.
Bror Pettersson vann tre SM-guld i ishockey tillsammans med Hammarby. I Tre Kronor vann han silver i VM i ishockey 1947 och han deltog i olympiska vinterspelen 1948. 
Pettersson var kommunalanställd och var förutom ishockeyspelare också framstående i bandy och fotboll. Han var även en god simmare.

## Meriter
- SM-guld 1942, 1945, 1951
- VM-silver 1947 = EM-guld
- OS-fyra 1948 = EM-brons